# Lenkovo (oblast de Nijni Novgorod)
Lenkovo (Леньково) est un village de Russie situé dans l'arrondissement municipal de Lyskovo de l'oblast de Nijni Novgorod. C'est le siège administratif du conseil rural de Lenkovo qui comprend 24 autres localités.

## Géographie
Le village se trouve dans la partie centrale de l'oblast de Nijni Novgorod dans une zone de conifères et de feuillus, sur le plateau de la Volga, et la rive gauche de l'Imza. Il est relié à l'autoroute 22K-0044 et est situé à 9 km à vol d'oiseau au sud-est de la ville de Lyskovo, chef-lieu d'arrondissement, et à 83 km au sud-est de Nijni Novgorod. Le village de Nikolskoïé avec son église se trouve à 1 kilomètre. Lenkovo est à 129 mètres d'altitude.
Climat
Le climat est caractérisé comme continental tempéré, avec des étés relativement courts et modérément chauds et des hivers longs et froids. La température annuelle moyenne est de 3,7 °C. La température moyenne de l'air du mois le plus chaud (juillet) est de 18,7 °C (le maximum absolu est de 36 °C) ; le plus froid (janvier) -12°C (minimum absolu -44°C). La durée de la période sans gel est de 206 à 212 jours. Les précipitations annuelles moyennes sont d'environ 588 mm, dont 410 mm entre avril et octobre. La couverture de neige stable dure environ 150-160 jours.
Fuseau horaire
Comme tout l'oblast de Nijni Novgorod, Lenkovo suit l'heure de Moscou.

## Histoire
Le village de Lenkovo apparaît sur des cartes topographiques de 1779-1800. Il dispose d'une église de bois dédiée à la Trinité construite en 1730 (aujourd'hui détruite). Le village appartient à la fin du XVIIIe siècle à Nikolaï Mikhaïlovitch Kouroïedov qui est si dur avec ses paysans que ceux-ci finissent par le noyer en 1797 dans la rivière près du moulin. Le village appartient ensuite à quatre propriétaires, dont seule Lioubov Nesterova demeure au village. Dans la seconde moitié du XIXe siècle, la famille Zybine, propriétaire du village voisin de Tchernoukha, possédait également un domaine sur les terres du village de Lenkovo. En 1887, la veuve du propriétaire Sergueï Zybine, Alexandra Nikolaïevna Zybina (née Tenicheva), hérite du domaine. Ses filles en sont propriétaires lorsqu'éclate la Révolution d'Octobre et elles s'enfuient à l'étranger. Une autre partie des terres appartenait au marchand Doupliguine qui faisait commerce de bétail.
Le village est organisé en kolkhoze en 1929 qui prend le nom de « Spartak ». Il produit du seigle, du blé, du millet, des pommes de terre, du lin, et des petits pois. Il est électrifié en 1947 et fusionne en 1959 avec le grand sovkhoze « Droug Krestianina » (L'Ami du Paysan). C'est à cette époque qu'une grande école de briques est construite au village.

## Population
- 2002: 871 habitants
- 2010: 762 habitants
- 2020: 801 habitants[8]